# Баллиол-колледж

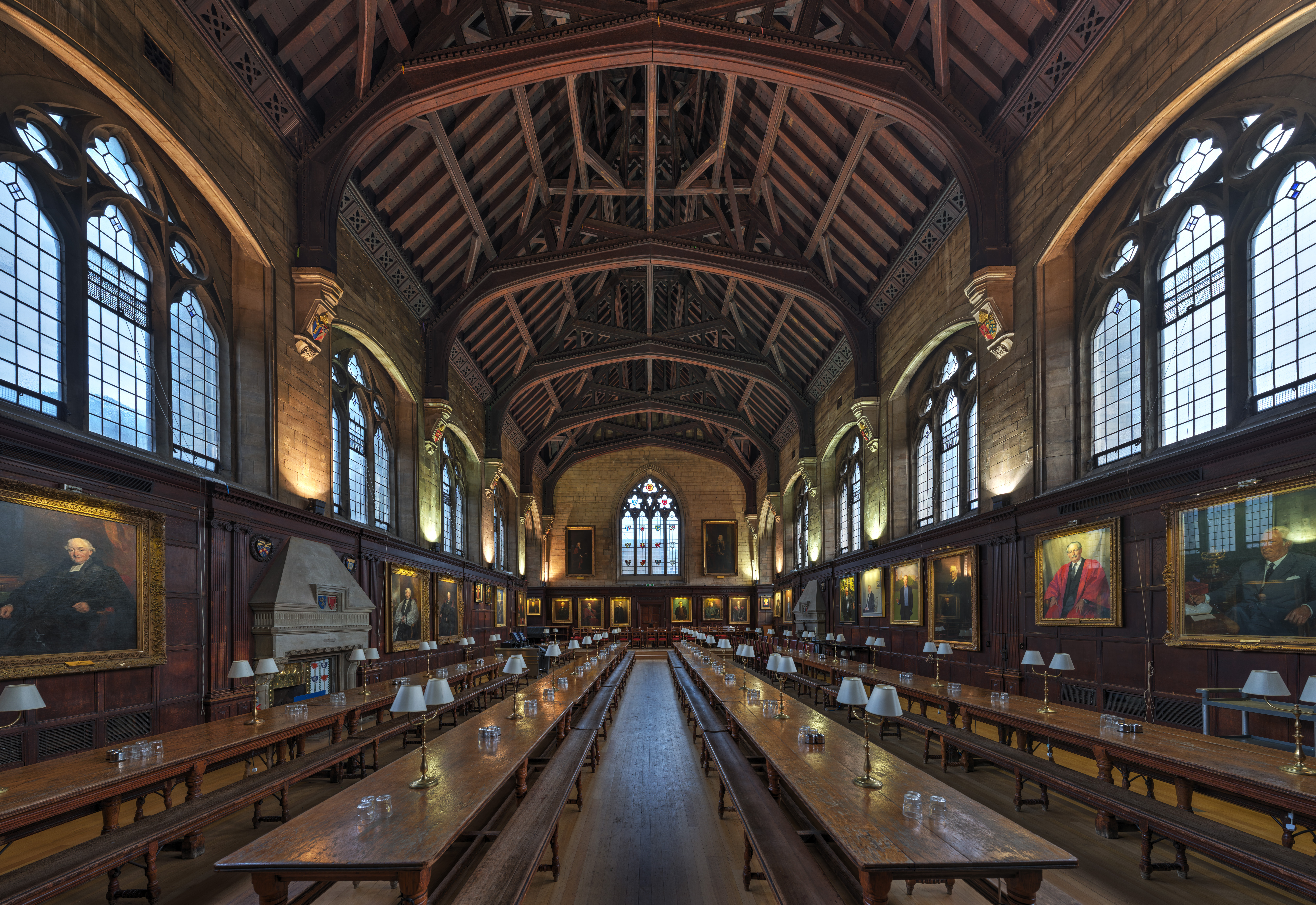
Обеденный зал Баллиол-колледжа в Оксфорде

Бейлиол-колледж, Баллиол-колледж (англ. Balliol College, /ˈbeɪliəl/) — один из старейших колледжей Оксфордского университета.

## История
Баллиол-колледж был основан в 1263 году с благословения епископа Даремского Джоном де Баллиолом, отцом шотландского короля Иоанна I.
После смерти основателя в 1269 году его благоустройством занималась вдова, Дерворгила Галлоуэйская, выделившая достаточную денежную сумму для длительного существования учебного заведения. В 1282 году она составила «колледжский статус», сохраняющий свою значимость вплоть до наших дней.
Студенты Бейлиола традиционно являются наиболее политически активными в Оксфордском университете. В его стенах учились многие премьер-министры Великобритании. Здесь также наибольший в Оксфорде процент обучающихся иностранных студентов. В XIX веке, когда в нём занимал пост ректора Бенджамин Джоуитт, Бейлиол стал важнейшим из колледжей Оксфорда. Он сохраняет одно из ведущих положений до сих пор.
В настоящее время[когда?] в колледже обучается 403 студента. Ректором его является дама Элен Гош.
В 2013 году колледж отметил своё 750-летие.

## Здания и территория

### Передний двор («Четырёхугольник»)
Самые старые части колледжа — это северная и западная части переднего четырёхугольника, датируемые 1431 годом, средневековый зал и западная сторона, сейчас «новая библиотека» и «старая библиотека» первого этажа северной стороны, соответственно. На первом этаже находится старая общая комната для пожилых людей. Вторая библиотека Баллиола была создана до начала издания печатных книг в Европе. Есть вероятность, что первоначальная хозяйская комната на юго-западной стороне, украшенная прекрасным эркерным окном, была построена раньше всех остальных залов; теперь это столовая.
Часовня является третьей (возможно, четвёртой) на этом месте и была спроектирована Уильямом Баттерфилдом в 1857 году.
Альфред Уотерхауз спроектировал главный широкий уличный фасад колледжа (1867–1868 годы), а также ворота и башню, известные как здания Брэкенбери, в честь филантропа Ханны Брэкенбери, заменив более ранние конструкции (лестницы I–VII века). На первой лестнице рядом с часовней находится жилище ученого-органиста.

## Праздники
Святой покровительницей колледжа является Екатерина Александрийская. В её праздничный день (25 ноября) для всех студентов последнего курса колледжа проводится официальный ужин. Традиция этого праздника уходит корнями в глубокую древность и была хорошо известна уже в 1550 году.

## Персоналии
Мастера (ректоры)
- 1965—1978: Хилл, Кристофер
- 1978—1989: Энтони Кенни
- 1989—1994: Бламберг, Барух

Ученики и слушатели
- Адам Смит
- Мэтью Арнольд
- Арнольд Тойнби
- Джон Уиклиф
- Роберт Саути
- Оливер Уордроп
- Олдос Хаксли
- Джон Ивлин
- Грэм Грин
- Ховард Маркс
- Барух Бламберг
- Чарльз Говард
- Улаф V
- Харальд V
- Томас Мор
- Исайя Берлин
- Дэниель Кон-Бендит
- Тони Блэр
- Билл Клинтон
- Невил Шют
- Уильям Беверидж
- Фрэнсис Эджуорт
- Джон Хикс
- Уолт Ростоу
- Лестер Туроу
- Джеймс Биллингтон
- Льюис Нэмир
- Кристофер Хилл
- Робертсон Дэвис
- Джеймс Довер
- Джордж Стайнер
- Джеймс Брэдли
- Ричард Докинз
- Сирил Хиншелвуд
- Энтони Леггет
- Джеймс Стирлинг
- Джон Уайтхед
- Кристофер Хитченс
- Джон Шлезингер
- Джон Темплтон
- Джон Остин
- Чарльз Лидбитер
- Хилэр Беллок
- Артур Клаф
- Джерард Мэнли Хопкинс
- Эндрю Лэнг
- Алджернон Чарльз Суинбёрн
- Борис Джонсон
- Дэнис Уинстон Хили
- Эдвард Хит
- Рой Гаррис Дженкинс
- Гарольд Макмиллан
- Герберт Генри Асквит
- Джордж Натаниэл Кёрзон
- Эдуард Кардуэлл
- Генри Лансдаун
- Винсент Мэсси
- Мухаммед Махмуд-паша
- Серетсе Кхама
- Масако
- Пол Сарбейнз
- Шоги Эффенди
- Фредерик Фабер
- Рональд Нокс
- Джон Мортон
- Литтон Стрейчи
- Эрнест Геллнер
- Кристофер Пейдж
- Мирон Фёдоров
- Роберт Макленнан
- Аюб Хан Оммайя
- Эндрю Сесил Брэдли